# Агнеш Савај
Агнеш Савај (мађ. Szávay Ágnes), је бивша мађарска тенисерка рођена 29. децембра 1988. у Кишкунхалашу.
У свет тениса је ушла са 6 година, када су је родитељи одвели у локални тениски клуб. Мајка Терезија Даско, била јој је први учитељ и тренер. Данашњи тренери су јој Јожеф Болскај (мађ. Jozsef Bolskay) и Золтан Кухарски.
Професионално је почела да игра 2004. у 15. години. Најбољи пласман на ВТА листи јој је 13. место (14. април 2008. у појединачној конкуренцији и 20. место 24. септембра 2007. у конкуренцији парова. Како је на крају 2006. била 207. играчица света, скок на 19. место на крају 2007. довољно говори о успешној каријери која стоји пред њом.
Велики успех постигла је на Кина опену у Пекингу 23. септембра 2007. када је у финалу савладала 3. играчицу света у том тренутку Јелену Јанковић из Србије.
Освојила је 3 ИТФ и 5 ВТА у појединачној конкуренцији, као и 3 ИТФ и 2 ВТА у игри парова.
Као члан репрезентације Мађарске играла је 2005. 2007. и 2008. Фед купу.

### Пласман на ВТА листи на крају сезоне
| Година  | 2004 | 2005 | 2006 | 2007 | 2008 | 2009 | 2010 |
| Пласман | 378  | 181  | 207  | 19   | 28   | 40   | 37   |

## Резултати Агнеш Савај

### ВТА финала појединачно (7)
| Легенда: До 2009.   | Легенда: Од 2009.     |
| ------------------- | --------------------- |
| Гренд слем (0/0)    |                       |
| ВТА првенство (0/0) |                       |
| Тијер I (0/0)       | Главни Премијер (0/0) |
| Tier II (1/2)       | Премијер 5 (0/0)      |
| Тијер III (0/0)     | Премијер (0/0)        |
| Тијер IV и V (1/0)  | Интернашонал (3/0)    |

### Победе у финалу појединачно (5)
|   | Датум    | име и место турнира                 | Кат. | ($)    | Терен       | Противник       | Резултат      |
| - | -------- | ----------------------------------- | ---- | ------ | ----------- | --------------- | ------------- |
| 1 | 16/07/07 | Међународни турнир Палермо, Палермо | IV   | 145000 | Земља (от.) | Мартина Милер   | 6-0, 6-1      |
| 2 | 17/09/07 | Кина опен, Пекинг                   | II   | 600000 | Тврда (оз.) | Јелена Јанковић | 6-7, 7-5, 6-2 |

### Порази у финалу појединачно (2)
|   | Датум    | име и место турнира              | Кат. | ($)    | Терен        | Победник           | Резултат          |
| - | -------- | -------------------------------- | ---- | ------ | ------------ | ------------------ | ----------------- |
| 1 | 20/08/07 | Турнир у Њу Хејвену, Њу Хејвен   | II   | 600000 | Тврда (отв.) | Светлана Кузњецова | 4-6, 3-0 предаја. |
| 2 | 04/02/08 | Отворено првенство Париза, Париз | II   | 600000 | Тврда (зат.) | Ана Чакветадзе     | 6-3, 2-6, 6-2.    |

### Победе у пару (2)
| Бр. | Датум    | Турнир                                | Катего- рија | Наградни фонд $ | Подлога     | Партнерка           | Противници                          | Резултат |
| --- | -------- | ------------------------------------- | ------------ | --------------- | ----------- | ------------------- | ----------------------------------- | -------- |
| 1   | 23/04/07 | Велика награда Будимпеште, Будимпешта | III          | 175000          | Земља (от.) | Владимира Ухлиржова | Мартина Милер Габријела Навратилова | 7-5, 6-2 |
| 2   | 31/12/07 | Турнир Златна обала, Гоулд Коуст      | III          | 175000          | Тврда (от.) | Динара Сафина       | Ци Јен Ђе Џенг                      | 6-1, 6-2 |

### Порази у финалу у пару (5)
| Бр. | Датум    | Турнир                                  | Катего- рија | Наградни фонд $ | Подлога       | Противници                      | Партнерка           | Резултат       |
| --- | -------- | --------------------------------------- | ------------ | --------------- | ------------- | ------------------------------- | ------------------- | -------------- |
| 1   | 26/04/04 | Велика награда Будимпеште, Будимпешта   | V            | 110.000         | Земља (от.)   | Петра Мандула Барбара Шет       | Вираг Немет         | 6-3, 6-2       |
| 2   | 24/10/05 | Gaz de France Stars, Hasselt (Belgique) | III          | 170.000         | Carpet (int.) | Емили Лоа Катарина Среботник    | Михаела Крајичек    | 6-3, 6-4       |
| 3   | 20/02/06 | Турнир у Боготи, Богота                 | III          | 175.000         | Земља (от.)   | Жисела Дулко Флавија Панета     | Јасмин Вер          | 7-6 (7-1), 6-1 |
| 4   | 26/02/07 | Доха опен, Доха                         | II           | 1.340.000       | тврда (от.)   | Мартина Хингис Марија Кириленко | Владимира Ухлиржова | 6-1, 6-1       |
| 5   | 23/07/07 | Аустрија опен, Кицбил                   | III          | 175.000         | земља (от.)   | Луција Храдецка Рената Ворацова | Владимира Ухлиржова | 6-3, 7-5       |

## Учешће наГренд слемтурнирима

### Појединачно
| Година | Аустралијан Опен | Аустралијан Опен    | Ролан Гарос | Ролан Гарос    | Вимблдон | Вимблдон        | Ју-Ес Опен   | Ју-Ес Опен         |
| ------ | ---------------- | ------------------- | ----------- | -------------- | -------- | --------------- | ------------ | ------------------ |
| 2007   | -                | -                   | 2 коло      | Ана Чакветадзе | 2 коло   | Аљона Бондренко | четвртфинале | Светлана Кузњецова |
| 2008   | 1 коло           | Јекатерина Макарова | 3 коло      | Петра Квитова  | 4 коло   | Ђе Џенг         | -            | -                  |

### Парови
| Година | Аустралијан Опен    | Аустралијан Опен          | Ролан Гарос         | Ролан Гарос                 | Вимблдон            | Вимблдон             | Ју-Ес Опен              | Ју-Ес Опен                  |
| 2006   | 3 коло М. Крајичек  | Кара Блек Р. Стабс        | 1 коло М. Крајичек  | А. Гренефелд М. Шонеси      | -                   | -                    | -                       | -                           |
| 2007   | 2 коло М. Крајичек  | Д. Хантухова Ај Сугијама  | 3 коло В. Ухлиржова | Лиса Рејмонд С. Стосур      | 2 коло В. Ухлиржова | Сања Мирза Шахар Пер | полуфинале В. Ухлиржова | Ј. Џ. Чан Чуенг Ч-Ђ. Тајпеј |
| 2008   | 1 коло М. Кириленко | Л. Девенпорт Д. Хантухова | 3 коло Д. Сафина    | А. Бондаренко К. Бондаренко | -                   | -                    | -                       | -                           |

### Учешће уФед купу
Види детаље: (језик: енглески) fedcup.com